# Falls City (Oregon)
Falls City è una città degli Stati Uniti d'America situata nell'Oregon, nella Contea di Polk.